# Luis Herrera Urzúa
Luis Herrera Urzúa; (Curacaví, 10 de octubre de 1862-Rancagua, 29 de septiembre de 1943). Agricultor y político conservador chileno. Hijo de José Narciso Herrera y Tapia, descendiente de la familia Hernández de Herrera, y Leonor Urzúa y Rodríguez. Fue seminarista, pero se retiró, años más tarde contrajo matrimonio con Mercedes Luque y Blanco.
Educado en el Seminario de Santiago y en el Colegio de los Sagrados Corazones de Santiago. Volvió a Curacaví a hacerse cargo de las tierras agrícolas de su padre. Emigró con su familia a Rancagua, instalándose en la zona norte de la ciudad donde compró varias hectáreas y construyó el Fundo Santa Leonor, en honor a su madre.
Militante del Partido Conservador. Fue elegido Alcalde de la Municipalidad de Rancagua (1938-1941). 